# Peter Croonen
Peter Croonen (Genk, 26 augustus 1969) is een Belgisch ondernemer en voetbalbestuurder. Sinds 2017 is hij voorzitter van KRC Genk. 

## Carrière
Hij is de zoon van uitgeverijdirecteur Louis Croonen, die eerder ook al voorzitter was geweest van KRC Genk. Croonen behaalde in 1992 het masterdiploma in de rechten aan de Katholieke Universiteit Leuven en ging daarna nog een jaar studeren aan de Universität des Saarlandes waar hij zich specialiseerde in het Europees recht. Vervolgens ging hij naar de Université libre de Bruxelles waar hij in 1997 het MBA-diploma behaalde aan de Solvay Brussels School of Economics and Management.
Croonen startte zijn loopbaan bij de Generale Bank en was daarna aan de slag als investeringsmanager bij de investeringsmaatschappij LRM. Hij was CEO van het testbedrijf PMTC, een spin-off van de Philipsgroep. Sinds 2011 is hij CEO van ReSkin Medical, dat een medische spin-off is van fietskledijfabrikant Bioracer, waar hij eveneens een managersfunctie bekleedt.

## Voetbal
Croonen was jeugdspeler bij KFC Winterslag. Sinds 2009 was hij lid van de raad van bestuur van KRC Genk en had hij er de verantwoordelijkheid over de financiën van de club. In 2017 gaf Herbert Houben de voorzittersfakkel door aan Croonen. Onder zijn voorzitterschap pakte Genk in het seizoen 2018/19 de titel. Op 22 mei 2019 werd bekend dat Croonen Marc Coucke opvolgde als nieuwe voorzitter van de Pro League. Eind 2021 besloot Croonen het voorzitterschap van de Pro League op te zeggen.